# آنتوم
آنتوم (Anethum) دارویی گیاهی است که برای کاهش چربی خون (کلسترول و تری گلیسریدها) و پیشگیری و درمان آرتریو اسکلروز و کولیک‌های صفراوی به‌کار می‌رود.
رده درمانی: کاهنده چربی خون .
اشکال دارویی: قرص ۶۵۰ میلی گرمی و گرانول ۱۰۰ گرمی.
مکانیسم اثر: گیاهی
موارد مصرف: هیپرکلسترولمی و افزایش چربی خون، پیشگیری و درمان آرتریواسکلروز و کولیک‌های صفراوی
طریقه مصرف: قرص : روزی ۳ بار و هر بار ۲ تا ۳ قرص همراه آب یا آب میوه مصرف می‌شود. گرانول: روزی ۳ بار و هر بار یک قاشق مرباخوری از گرانول در یک لیوان آب جوش ریخته شده و پس از ده دقیقه مصرف می‌گردد.

## ترکیبات
- دانه و برگ شوید
- ریشه کاسنی
- سرشاخه‌های گلدار شاه‌تره
- لیمو عمانی